# Ichneumon cupitus
Ichneumon cupitus är en stekelart som beskrevs av Cresson 1877. Ichneumon cupitus ingår i släktet Ichneumon och familjen brokparasitsteklar. Inga underarter finns listade i Catalogue of Life.